# Robert Schlobach
Friedrich Gottlieb Robert Schlobach, später Robert Schlobach da Costa (* 24. November 1813 in Düben; † 15. März 1883 in Leipzig) war ein deutscher Landvermessungsingenieur.

## Leben
Robert Schlobach war ein Sohn der Dübener Mühlenbesitzer und späteren Besitzer der Leipziger Thomasmühle Johann Gottlieb Schlobach (1784–1866) und Johanne Christiane geb. Heidenreuter (1793–1880). Er besuchte die örtliche Schule und absolvierte ein Studium der Ingenieurwissenschaften. Wohl 1848 ging er die Ehe mit Amanda geb. Meinhold (1832–1906) ein. Aus der Verbindung entstammten vier Kinder, unter ihnen der Kolonialoffizier Gaston Schlobach (1863–1921).
Im Krieg 1848–50 zwischen dem Deutschen Bund und Dänemark, die beide das Herzogtum Schleswig beanspruchten, nahm Schlobach offenbar als Freiwilliger teil. Letztlich diente er als Pionierleutnant sowie Kompanieführer im 14. Schleswig-Holsteinischen Infanterie-Bataillon und erhielt mehrere Auszeichnungen.
Nachdem 1851 die freiwilligen Kämpfer für ein von Dänemark unabhängiges Schleswig-Holstein vom Deutschen Bund im Stich gelassen und das Land wieder den Dänen überlassen worden war, ging Schlobach (ohne zu seiner Frau zurückzukehren) offenbar völlig frustriert über die politische Entwicklung, zusammen mit vier adeligen ehemaligen Kavallerieoffizieren nach Brasilien. Hier war er zuerst als technischer Leiter bei der Kolonisationsgesellschaft Mucuri tätig. In deren Auftrag im März 1853 in das Gebiet der späteren deutschen Kolonie Philadelphia kommend, begründete Schlobach hier durch die Landvermessung usw. diese Siedlung mit. Geschäftstüchtig betrieb er über die Leipziger Firma Schlobach & Morgenstern auch die Anwerbung von deutschen Kolonisten. 1854 erhielt Schlobach eine Anstellung in Staatsdiensten als kaiserlicher Regierungsoberingenieur; seine Aufgabe war die Landvermessung und Kartographie. Nach zehnjähriger Trennung ließ er seine Frau 1858 nach Brasilien kommen. Sie bekamen dort vier Kinder.
Auf Grund seines Ansehens ernannte ihn die sächsische Regierung am 1. Februar 1859 zum Vizekonsul. Die Abgeschiedenheit von Philadelphia, wo sich Schlobach niedergelassen hatte, brachte ihn dazu, 1862 die brasilianische Regierung zu bewegen, ihn mit der Vermessung und dem Bau einer Straße zwischen dieser Siedlung und Santa Clara zu beauftragen. Diese wurde daraufhin 28 deutsche Meilen (ca. 208 km) durch unwegsames Urwaldgelände geführt. Bei den Arbeiten erlitt er 1863 eine schwere Verwundung bei einem Indianerüberfall. Weitere Aufgaben im Staatsdienst folgten.
Im Jahre 1869 verkaufte Schlobach seinen brasilianischen Besitz und kehrte mit seiner Familie nach Sachsen zurück, wo er sich in Leipzig niederließ. Hier lebte er als wohlhabender Pensionär, da er zudem der Miterbe der von seinen Eltern 1845 erworbenen bedeutenden Leipziger Thomasmühle war.
Für seine Verdienste erhielt Schlobach von Kaiser Dom Pedro II. den Rosen-Orden verliehen, was mit der Verleihung des erblichen Adelsnamens „da Costa“ verbunden war. Auch bekam er drei Quadratmeilen (22,26 km²) Land geschenkt.